# 成田泰季
成田 泰季（なりた やすすえ）は、戦国時代から安土桃山時代にかけての武将。成田親泰の三男で、兄に成田長泰、小田朝興。子に成田長親。受領名は肥前守。

## 生涯
成田親泰の三男として生まれる。兄弟には成田長泰、小田朝興、善照寺向用斎、太田資顕室、成田泰徳がいる。『成田系図』によれば兄の長泰や甥の氏長に仕えた宿老であり、軍功で世に名を知られ、成田一門の「脇惣領」と称された。
永禄3年（1560年）8月、越後国春日山城主・長尾景虎（後の上杉謙信）による関東出兵の際、長泰は景虎の下に参陣すると、同年11月に岩付城主・太田資正と共に先鋒隊として相模国方面に侵攻した。この時期に作成された『関東幕注文』には武州之衆として長泰と配下の16人の諸将の名が記されているが、その中に見られる「親類 同 大蔵丞」については泰季と比定される。
『成田系図』によれば兄の長泰から団扇を授かり、時には兄に代わって軍将を務めることもあり、深谷城主・上杉憲盛との合戦（年次不明）の際には田山豊後守と共に出陣し、勇戦したと記している。
『成田記』によれば永禄8年（1565年）8月、長泰が嫡男の氏長ではなく、末子の泰蔵（若枝丸、内匠）に家督を譲ろうとしたため、忍城内において氏長、宿老の手島美作守、泰季らによるクーデターが起こり、長泰は菩提寺の龍淵寺に蟄居せざるを得なくなったと記されている。
天正6年（1578年）の『成田御家臣分限帳』（柴崎家文書）には、氏長配下の11人の家門侍の一人として「永百貫 成田肥前守」、天正10年（1582年）の『成田分限帳』には「永百貫 成田肥前守泰資」の名が記されているが、いずれも泰季と比定される。
天正18年（1590年）、豊臣秀吉による小田原征伐が始まると、当主の氏長は後北条方に加勢し小田原城へ詰めた。『成田系図』や『成田記』によれば、泰季は当時すでに隠居し、所領を嫡男・長親に譲っていたが、氏長の命により忍城の城代を務めた。豊臣方の石田三成の率いる軍勢に籠城戦をもって対抗したが、6月7日（7月8日）に死去した。75歳没。法名は月巣義鶴居士。『成田記』によれば、仏事は戦いの最中のため隠密に行われ、遺体は忍城下の清善寺に埋葬された。